# Marc Sauter
Pour les articles homonymes, voir Sauter.
Marc-Rodolphe Sauter, né en 1914 à Genève et décédé en 1983 à Genève, est un anthropologue suisse.

## Biographie
Né le 18 janvier 1914 à Genève et mort le 15 décembre 1983 dans la même ville, Marc-Rodolphe Sauter y effectue toutes ses études. Il commence par un collège classique et poursuit son cursus à l’université, à la faculté des Lettres et des Sciences. Cette double formation le prépare à sa carrière d’archéologue.

### Parcourt académique et archéologie
Marc-Rodolphe Sauter devient Docteur ès sciences anthropologiques en 1941 et est l’un des principaux collaborateurs du professeur Eugène Pittard (fondateur du Musée d’Ethnographie de Genève). Un an plus tard, il reçoit le titre de Privat-docent  à la Faculté des Sciences. En 1949, il obtient le poste de professeur d’anthropologie et de paléontologie humaine à l’Université de Genève où il enseignera l’anthropologie physique et l’archéologie préhistorique jusqu’en 1982.  Aussi, il est nommé doyen de la Faculté des Sciences de 1963 à 1966 puis président de la Section de Biologie de 1968 à 1971.
Durant sa carrière, Marc-Rodolphe Sauter est très actif dans différentes sociétés savantes en Suisse comme à l’étranger. Ainsi, il est membre de la société suisse de préhistoire et président de 1956 à 1958 de la société suisse d’anthropologie et d’ethnologie, qu’il a rejointe en 1944. Outre son poste de délégué au Sénat de la Société helvétique des sciences naturelles de 1966 à 1975, il joue un grand rôle dans le Fonds national de la recherche scientifique, dont il fait partie du conseil de fondation. Depuis 1945, il est chargé de la rédaction des Archives suisses d’anthropologie générale et dès 1970 du Bulletin de la Société suisse d’anthropologie. À l’étranger, il est l’un des fondateurs du Groupement des Anthropologistes de langue française, membre de la Société d’Anthropologie de Paris et de l’Association européenne d’anthropologie. Il est également membre du conseil permanent et du conseil exécutif de l’Union internationale des Sciences pré- et protohistoriques.
Son implication dans l’archéologie et l’anthropologie en Suisse et à l’étranger lui vaut plusieurs distinctions : Comme le Prix de la Ville de Genève qu’il reçoit en 1979, ou le titre de doctorat honoris causa des universités de Besançon et de Neuchâtel en 1982 et 1983.

#### Travaux scientifiques
A l’instar de Louis Blondel , Marc-Rodolphe Sauter entreprend en Valais, dès 1942, plusieurs travaux sur la préhistoire. Ceux-ci lui permettent d’asseoir son autorité scientifique en Suisse et à l’Étranger. Ainsi, il dirige durant sa carrière de nombreuses fouilles systématiques comme la nécropole burgonde de Crêt du Palet près de Baulmes (VD, fouillée en 1943 et 1951), les deux cimetières néolithiques de Balmaz I et II près de Collombey (VS, fouillés en 1947-1955) et la colline de Saint-Léonard (1956). En 1961, il fouille une partie du célèbre site du petit chasseur et est à l’origine, en 1965, de la découverte près de celui-ci de gravures néolithiques ainsi que d’un alignement de menhirs au chemin des collines.
Nombres de ses travaux sont relatifs à l’anthropologie. Durant toute sa vie, il mène des études sur les populations néolithiques et du Haut Moyen Âge de Suisse Romande et publie sporadiquement des études relatives à des périodes plus anciennes comme les squelettes paléolithiques de Veyrier, du Bichon et de Farincourt. En parallèle, il poursuit les recherches commencées par le professeur Eugène Pittard sur la morphologie des Khoïsans et mène diverses enquêtes séro-anthopologiques sur la population de Genève en 1940. Dans les années soixante, il contribue avec la collaboration de plusieurs autres chercheurs, à la création d’une banque de données anthropologiques sur l’Europe.
Tous ses projets ont donné lieu à une œuvre marquée du double sceau de la préhistoire et de l’anthropologie physique. Il produit durant sa carrière plus de 200 articles, plusieurs ouvrages collectifs ainsi que de nombreux ouvrages de synthèse. Aussi, il publie des ouvrages accessibles au grand public comme La Suisse préhistorique des origines aux Helvètes (1977). À travers de son œuvre, Marc-Rodolphe Sauter contribue à diversifier les études anthropométriques, paléodémographiques et paléopathologiques. 

### Archéologie Cantonale
Marc-Rodolphe Sauter à beaucoup contribué a l’archéologie cantonale de Genève. Il succède à Louis Blondel en tant qu’archéologue cantonal de 1963 à 1980. À cette époque, la ville de Genève obtient un statut international et est en pleine expansion. En raison des terrassements importants, l’archéologie change. Des spécialistes sont désormais réunis en équipe pour faire face à l’accélération des destructions et pour suivre les développements de la science. Dans ce contexte, Marc-Rodolphe Sauter obtient la constitution d’un service archéologique rattaché au Département des travaux publics ainsi que la création d’un poste officiel d’archéologue cantonal à mi-temps et d’un poste d’assistant attribué à Charles Bonnet .
L’archéologie genevoise, sous l’égide de Marc-Rodolphe Sauter, est marquée par des fouilles de grande ampleur, comme celles menées par Béatrice Privati sur la Nécropole du Haut Moyen Âge à Sézegnin. Son mandat donne également lieu aux premières fouilles subaquatiques du canton menées par Pierre Corboud  afin d’explorer la station palafittique de Corsier-Port.

## Publications
- Contribution à l'étude anthropologique des populations du haut Moyen Âge dans le bassin du Léman et le Jura. Le problème des Burgondes. Recherches d'anthropologie historique, 1941
- Prehistoire de la mediterranee, Payot, 1943
- Les industries Moustériennes et Aurignaciennes de la Station Paléolithique, 1946
- Les recherches préhistoriques en Suisse, 1939 à 1945, 1948
- Préhistoire du Valais, des origines aux temps mérovingiens, dans Vallesia, 1950, p. 1-165, 1955, p. 1-38, 1960, p. 241-296.
- Les races de l'Europe, Payot, 1952
- Répertoire de préhistoire et d'archéologie de la Suisse, 1958
- Le problème racial, 1960
- Eugène Pittard, 5 juin 1867-12 mai 1962, 1962
- Survol de la préhistoire du bassin genevois, 1974
- Aux origines de la Suisse, 1976
- Suisse Prehistorique, des origines aux Helvètes, 1977

Traductions
- Salvator Canals Frau, Préhistoire de l'Amérique,  Paris : Payot, 1953, 345 p.